# شاپرک زوج استخوان
شاپرک زوج استخوان (Catharylla bijuga) شاپرکی است از تیره علف‌بیدان است. این گونه در برزیل زندگی می‌کند. طول بال‌های جلویی این حشره در نرها ۹ تا ۱۰/۵ میلی‌متر و در ماده‌ها ۱۱ تا ۱۵ میلی‌متر است. این شاپرک در زمره جانوران کشف شده در سال ۲۰۱۴ می‌باشد.